# Phantasm (película)
Phantasm (en inglés: Fantasma, estrenada como Phantasma en España y como Never Dead en Australia) es una película estadounidense de terror de 1979 dirigida, escrita, fotografiada, coproducida y editada por Don Coscarelli. De bajo presupuesto y financiación local, con un equipo y elenco en su mayor parte de aficionados y aspirantes a profesionales, este filme está considerado como una película de culto y dio inicio a una conocida saga.
La película presenta al Hombre Alto (Tall Man en inglés, e interpretado en esta película y sus posteriores secuelas por Angus Scrimm que vestía un traje que le quedaba pequeño y zapatos con plataforma para parecer todavía más alto y delgado), un sobrenatural y malévolo empresario de pompas fúnebres que convierte a los difuntos de la Tierra en zombis enanos con el fin de crear un pequeño ejército que obedezca sus órdenes y utilizarlos como esclavos en su propio planeta y dimensión.

## Argumento
Mientras tiene relaciones sexuales en el cementerio de Morningside, Tommy es apuñalado por una mujer, que en realidad es el hombre alto, el funerario de Morningside, en otra forma. En el funeral, los amigos de Tommy, Jody y Reggie, creen que se suicidó. Mike, el hermano de 13 años de Jody, observa en secreto el funeral y ve al Hombre Alto colocando el pesado ataúd de Tommy, aparentemente con poco o ningún esfuerzo, de nuevo en el coche fúnebre en lugar de completar el entierro. Mike luego va a un adivino y le cuenta lo que vio. Ella le pide que meta su mano en una caja, y al principio algo parece agarrarla, pero luego él la quita ileso.
Más tarde, Jody es seducido por la Dama Lavanda y llevado al cementerio para tener relaciones sexuales. Sin embargo, son interrumpidos por Mike, que ha estado siguiendo a Jody y ha sido expulsado de su escondite por una figura baja y encapuchada. Mike intenta contarle a Jody sobre la figura encapuchada, pero Jody descarta la historia. En el mausoleo, Mike es perseguido por una esfera plateada voladora y abordado por un cuidador, pero escapa cuando la esfera mata al cuidador. Luego huye del Hombre Alto. Cuando Mike cierra una puerta para escapar, los dedos del Hombre Alto quedan atrapados y luego Mike los corta, pero continúan moviéndose, goteando icor amarillo. Tomando uno de los dedos con él, Mike escapa del mausoleo.
El dedo que aún se mueve es suficiente para convencer a Jody sobre las historias de Mike. Antes de que Jody pueda llevar el dedo al sheriff, se transforma en un insecto volador. Reggie, que ve cómo el dedo convertido en insecto los ataca, se une a las sospechas de los hermanos. Jody va solo al cementerio, pero los enanos y un coche fúnebre aparentemente sin conductor la ahuyentan. Es rescatado por Mike en el Plymouth Barracuda de Jody. Al sacar el coche fúnebre de la carretera, descubren que lo conducía una de las figuras encapuchadas, un Tommy reanimado y encogido, a quien esconden en el camión de helados de Reggie.
Reggie y Jody deciden derrotar al Hombre Alto, mientras que Mike está escondido en una tienda de antigüedades propiedad de las amigas de Jody, Sally y Sue. Allí, Mike descubre una fotografía antigua del Hombre Alto e insiste en que lo lleven a casa. En el camino, Mike, Sally y Sue se encuentran con el camión de helados volcado. Son atacados por una turba de enanos encapuchados. Mike logra escapar, asumiendo que las chicas y Reggie están muertos.
Jody va al mausoleo para matar al Hombre Alto, primero encierra a Mike en su habitación por seguridad. Mike escapa, pero se encuentra con el Hombre Alto, que lo estaba esperando afuera de la puerta principal. Secuestra a Mike en un coche fúnebre, pero Mike escapa y hace que el coche fúnebre golpee un poste y explote. Mientras busca a Jody en el mausoleo, Mike es el objetivo de la esfera plateada hasta que Jody la destruye con una escopeta. Mike y Jody se reencuentran con Reggie y juntos entran en una habitación brillantemente iluminada, que está llena de botes que contienen más enanos. Mike vislumbra brevemente a través de un portal y ve un mundo rojo y caliente donde los enanos trabajan como esclavos.
Un apagón repentino separa al trío. Solo en la habitación, Reggie activa el portal, creando un poderoso vacío del que escapa por poco. En la tormenta que siguió, Reggie es apuñalado por la Dama Lavanda mientras Jody y Mike huyen y el mausoleo desaparece. Jody diseña un plan para atrapar al Hombre Alto en el pozo de una mina abandonada. El hombre alto ataca a Mike en su casa y lo persigue afuera, donde finalmente cae al pozo de la mina y queda enterrado bajo una avalancha de rocas provocada por Jody.
Después de esto, Mike se despierta en su cama, todavía preocupado por el Hombre Alto. Reggie, aún con vida, le dice a Mike que tuvo una pesadilla, que Jody murió en un accidente automovilístico y le propone un viaje por carretera. Cuando Mike entra a su habitación para empacar, aparece el Hombre Alto y las manos de los enanos atraviesan el espejo de la habitación, empujando a Mike adentro.

## Reparto
- A. Michael Baldwin - Michael 'Mike' Pearson
- Bill Thornbury - Jody Pearson
- Reggie Bannister - Reggie
- Angus Scrimm - Hombre Alto
- Kathy Lester - Dama Lavanda
- Terrie Kalbus - Nieta de la adivina
- Kenneth V. Jones - Cuidador
- Susan Harper - Amiga
- Lynn Eastman - Sally

## Producción
Don Coscarelli creó la película basándose en las pesadillas que sufría, en donde era perseguido por largos pasillos por una esfera plateada con un punzón que le perforaba el cráneo. Al principio se pensó en dar el rol de Jody Pearson a Gregory Harrisom, pero lo acabó teniendo Bill Thornbury.

## Recepción
La película es uno de los filmes de terror más populares de los años 70. Fue un gran éxito entre el público y también entre una parte de la crítica.

## La saga
- Phantasm 2 El regreso
- Phantasm 3 Lord of the Dead
- Phantasm 4 Oblivion
- Phantasm 5 Ravager